# Podostemum ceratophyllum
Podostemum ceratophyllum là một loài thực vật có hoa trong họ Podostemaceae. Loài này được Michx. miêu tả khoa học đầu tiên năm 1803.